# Рот на замку
«Рот на замку» — сімейна комедія 2000 року, головні ролі у ній виконали сестри Олсен.

## Сюжет
Сестри Медді та Еббі Паркер потрапили під програму захисту свідків, після того як запобігли зухвалому пограбуванню. ФБР привозить їх у Техас під новими іменами. Від них вимагають тримати рот на замку. Та балакучі дівчата не можуть мовчати. Їх перевозять знову і знову, а виплутуватись їм доведеться в далекій Австралії.

## У ролях
| Актор             | Роль         |
| ----------------- | ------------ |
| Мері-Кейт Олсен   | Медді Паркер |
| Ешлі Олсен        | Еббі Паркер  |
| Джим Мескімен     | Рік Паркер   |
| Тамара Клаттербак | Тері Паркер  |
| Джейсон Кларк     | Мак          |
| Віллі Гарсон      | агент Норм   |
| Раян Кларк        | Піт          |

## Створення фільму

### Виробництво
Зйомки фільму проходили в Австралії та США.

### Знімальна група
- Кінорежисер — Крейг Шапіро
- Сценаристи — Елізабет Крюгер, Крейг Шапіро
- Кінопродюсери — Ніл Стейнберг, Натан Захаві
- Композитор — Крістофер Бреді
- Кінооператор — Девід Льюїс
- Кіномонтаж — Шервуд Джонс
- Артдиректор — Зів Танкус
- Художники по костюмах — Аніта Кабада, Гелен Матер, Джуді Б. Шварц[1].

## Сприйняття
Фільм отримав змішані відгуки. На сайті Rotten Tomatoes оцінка стрічки становить 53 % глядачів із середньою оцінкою 2,9/5 (51 299 голосів). Фільму зарахований «розсипаний попкорн» від глядачів, Internet Movie Database — 5,1/10 (3 833 голосів).